# Melitaea acentria
Melitaea acentria — вид денних метеликів родини сонцевиків (Nymphalidae).

## Відкриття
Метелик вперше спостерігався у 2012 році під горою Гермон на півночі Ізраїлю. Тоді його ідентифікували як Melitaea persea. Проте морфологічний і молекулярний аналіз 2017 року показав, що це різні види, що розійшлися приблизно 1,5 млн років тому.

## Поширення
Вид поширений на півночі Ізраїлю, у Сирії та Лівані.